# Krzęcin, Tỉnh West Pomeranian
Krzęcin [ˈkʂɛnt͡ɕin] (tiếng Đức: Kranzin) là một ngôi làng ở huyện Choszczno, West Pomeranian Voivodeship, ở phía tây bắc Ba Lan. Đó là trụ sở của gmina (khu hành chính) được gọi là Gmina Krzęcin. Nó nằm khoảng 11 kilômét (7 mi) về phía đông nam của Choszczno và 71 km (44 mi) về phía đông nam của thủ đô khu vực Szczecin.
Ngôi làng có dân số 1.200 người.